# Pallissa del carrer Escoles
La Pallissa del carrer Escoles és una obra de Cantallops (Alt Empordà) inclosa a l'Inventari del Patrimoni Arquitectònic de Catalunya.

## Descripció
Situada dins del nucli urbà de la població de Cantallops, a l'extrem nord-est del terme, al carrer de les Escoles.
Edifici de planta rectangular amb la coberta de teula de dos vessants i organitzat en un sol nivell. El volum està adossat a la façana de llevant de la casa del número 8, de la que forma part. Aquesta presenta les mateixes característiques tipològiques i constructives que la pallissa, tot i que està distribuïda en dos nivells i presenta una gran terrassa descoberta a migdia. La pallissa presenta dos portals d'accés a l'interior oberts a la façana de migdia. Un d'ells és d'arc de mig punt i està bastit en pedra desbastada disposada a sardinell. L'altre portal, de mides més grans que l'anterior, és d'arc rebaixat, està bastit en pedra desbastada i ha estat reformat recentment. La façana està coronada per un doble ràfec de teula i maó pla pintat amb dents de serra. Damunt seu hi ha una canalera de teula verda vidrada. Adossat a la cantonada sud-oest de la construcció, en el punt on s'adossa amb l'habitatge, destaca un cos arrebossat de planta circular amb teulada d'un sol vessant, que probablement es correspongui amb el pou o bé el forn de la casa. A l'interior, l'edifici està cobert per un sostre de bigues i llates de fusta disposat a dos vessants. Un mur central divideix l'espai en dos seguint la línia del carener de la teulada. Aquesta estructura presenta dos grans arcs de mig punt bastits en pedra desbastada, amb les impostes motllurades i sostinguts per un pilar quadrat central.
La construcció és bastida en pedra sense treballar disposada irregularment, amb fragments de maons per regularitzar-lo.